# Amphoe Satuek
Amphoe Satuek (thaï : สตึก) est un amphoe de la province de Buriram.